# WHPVA
A  World Human Powered Vehicles Association, conhecida sobre as suas siglas em inglês WHPVA (tradução ao português: Associação Mundial de Veículos de Propulsão Humana) é uma federação internacional de associações que promovem o desenvolvimento de veículos de tração humana e organiza eventos desportivos. Conquanto a maior parte de seu trabalho relaciona-se com o desenvolvimento da bicicleta (particularmente a reclinada, por ser a mais veloz), também promove a investigação em embarcações e aviões ou dirigíveis de propulsão humana. Até o ano 2008, seu nome oficial era International Human Powered Vehicles Association ou IHPVA.

## História
A origem da organização remonta-se ao ano 1976, quando foi fundada a International Human Powered Vehicles Association (IHPVA) por ciclistas estadounidenses disconformes com as estritas regras da UCI que somente permitem a participação de bicicletas tradicionais nas competições oficiais. Ao princípio centrou-se na obtenção de novos recordes mundiais, destacando-se o recorde de velocidade, medido no esprint de 200 metros, e o recorde da hora, mas a partir da crescente popularidade destes veículos as suas actividades foram-se diversificando. Em 1995, organizou-se a primeira Copa Mundial de Veículos de Tracção Humana.
Em suas primeiras duas décadas de existência a IHPVA era uma associação que funcionava baixo as leis dos Estados Unidas e aceitava sócios individuais. Em 1997 foi reorganizar: Sobre as siglas IHPVA começou a funcionar como organização internacional, com as federações nacionais como membros. Em mudança, a associação estadounidense adoptou o nome HPVA.
No ano 2004, conflitos entre a HPVA e a dirigência da IHPVA levaram a uma divisão. A partir de 2008, a HPVA começou a usar o nome IHPVA, aceitando novamente sócios internacionais, tanto pessoas individuais como clubes. Em consequência, a IHPVA original em 2009 adoptou o nome actual World Human Powered Vehicles Association. Ambas confederações seguem em conflito: mantêm a sua própria lista de recordes mundiais e organizam os seus próprios eventos internationales. Enquanto a WHPVA organiza as Copa Mundiais, a IHPVA organiza um evento chamado World Human Powered Speed Challenge.

## Membros locais da WHPVA
As seguintes associações locais são membros da WHPVA:
- HPV Deutschland (Alemanha)
- OzHPV (Austrália)
- HPV Klub (Dinamarca)
- HPV Belgium (Bélgica)
- HPV Finland (Finlândia)
- France-HPV (França)
- AVC (França)
- Propulsione Umana - HPV Itália (Itália)
- NVHPV (Países Baixos)
- BHPC (Reino Unido)
- Future Bike (Suíça)
- HPV-Sverige (Suécia)
- HPV Ucrânia (Ucrânia)

## Copa Mundiais
Anualmente, uma associação local com associação na WHPVA organiza a copa mundial. Esta se compõe de diferentes corridas entre diferentes tipos de veículos de tracção humana.

### Terrestre
Na categoria de veículos terrestres, a qual agrupa principalmente as bicicletas e triciclos, as corridas mais populares nas copa mundiais são o sprint de 200 metros e o circuito em estrada. Os participantes competem em categorias de acordo com o seu sexo, idade e ao tipo de bicicleta (recoberta, semi-recoberta ou não recoberta).
| Ano                | Lugar                          | País          |
| ------------------ | ------------------------------ | ------------- |
| 1995               | Lelystad                       | Países Baixos |
| 1999               | Interlaken                     | Suíça         |
| 2001               | Brighton                       | Reino Unido   |
| 2002               | Brantford                      | Canadá        |
| 2003               | Friedrichshafen                | Alemanha      |
| 2004               | Lelystad                       | Países Baixos |
| 2005               | vários                         | Dinamarca     |
| 2006               | Allegre                        | França        |
| 2007               | vários                         | Bélgica       |
| 2008               | Bentwaters Park                | Reino Unido   |
| 2009               | Tilburg                        | Países Baixos |
| 2010               | Jersey                         | Reino Unido   |
| 2011               | Monza                          | Itália        |
| 2012               | Fowlmead Country Park, Sholden | Reino Unido   |
| 2013               | Ler                            | Alemanha      |
| 2014               | Saône (Doubs)                  | França        |
| 2015               | Maasmechelen                   | Bélgica       |
| 2016               | Amsterdã                       | Países Baixos |
| Fonte: HPV Germany |                                |               |

### Veículos aquáticos
| Ano                | Lugar      | País      |
| ------------------ | ---------- | --------- |
| 1999               | Interlaken | Suíça     |
| 2004               | Wörthersee | Austrália |
| 2007               | Rostock    | Alemanha  |
| 2013               | Ler        | Alemanha  |
| Fonte: HPV Germany |            |           |

### Outros eventos
| Ano                | Lugar     | País           | Tipo de veículos    |
| ------------------ | --------- | -------------- | ------------------- |
| 1999               | Lindstrom | Estados Unidos | Veículos sobre gelo |
| Fonte: HPV Germany |           |                |                     |

## Recordes oficiais
A WHPVA mantém uma listagem oficial de recordes mundiais em quatro categorias principais de veículos: terrestres, aquáticos, submarinos e aéreos, e elabora e mantém o regulamento sobre o qual são reconhecidos estes recordes. A diferença da UCI, permite todo o tipo de modificações nos veículos incluindo um quadro recoberto aerodinâmico. Por tais razões, os recordes mundiais medidos por esta associação superam amplamente aos medidos pela UCI. Por exemplo, o recorde da hora segundo a WHPVA é de 91,55 km/h, enquanto segundo a UCI é somente de 51,852 km/h.